# Francis Quarles

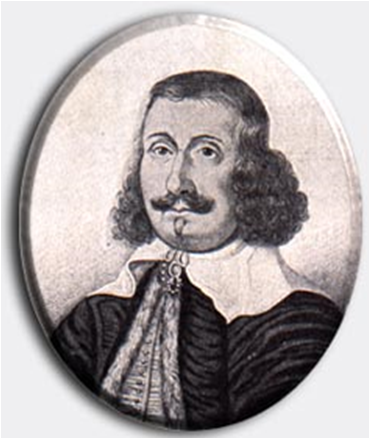
Francis Quarles

Francis Quarles (Romford, 1592 – 8 september 1644) was een Engels dichter en prozaschrijver die vooral bekend werd met het emblemataboek Emblems. Hij werd geboren in een gegoede familie, waarvan verschillende leden posities bekleedden aan het hof.
Quarles bezocht het Christ's College van de Universiteit van Cambridge en deed een rechtenstudie aan Lincoln's Inn in Londen. Evenals zijn voorouders raakte hij betrokken bij het koninklijk hof. Hij begeleidde  Prinses Elizabeth, de dochter van Jacobus I in 1613 naar Duitsland voor haar huwelijk met Frederik V van de Palts. Hij verbleef enige jaren in het buitenland. In 1618 trouwde hij; het huwelijk werd gezegend met achttien kinderen, van wie er bij zijn dood nog negen in leven waren. Rond 1629 werd hij secretaris van James Ussher, de primaat van Ierland.
De grote kinderschaar was er de oorzaak van dat het gezin vaak in armoedige omstandigheden verkeerde.
In 1633 keerde hij terug naar Engeland en werkte hij een aantal jaren aan de voorbereiding van zijn bekendste werk, Emblems. In 1639 werd hij benoemd tot stadsgeschiedschrijver, een positie die eerder was bekleed door Ben Jonson en Thomas Middleton. Ten tijde van de Engelse Burgeroorlog koos hij de kant van de royalisten en schreef hij een aantal pamfletten ten gunste van de koning. Als gevolg hiervan werd op last van de parlementaire partij zijn huis doorzocht en veel van zijn manuscripten werden daarbij verbrand. 
Onder de door Quarles geschreven werken, was het in 1635 verschenen Eblems in zijn tijd succesvol. Het groeide uit tot het meest populaire werk in zijn soort van de 17e eeuw. Het was een emblemataboek, een genre dat in Europa in de 16e en 17e eeuw veel werd toegepast. Het werk bestond uit vijf delen, waarin een groot aantal gravures (emblema) werden gevolgd door een parafrase van een gedeelte uit de Heilige Schrift, aangevuld met citaten van diverse bekende christelijke schrijvers, en afgesloten met een uit vier regels bestaand epigram. Het werk was zo succesvol dat hij in 1637 een soortgelijk werk publiceerde onder de titel Hieroglyphics of the Life of Man. 
Hoewel de werken populair waren in zijn periode, hadden de critici in de 17e en 18e eeuw, onder wie John Suckling en Alexander Pope, er weinig goede woorden voor over. Het werk van Quarles is grotendeels in de vergetelheid geraakt. 
"We spend our mid-day sweat, our midnight oil, We tire the night in thought, the day in toil"— Emblems (1635)

## Werken (oorspronkelijke uitgaven)
- A Feast for Wormes. Set forth in a Poeme of the History of Jonah (1620)
- Job Militant, with Meditations Divine and Moral (1624)
- Sions Elegies, wept by Jeremie the Prophet
- Sions Sonets sung by Solomon the King
- The Historic of Samson (1631)
- Alphabet of Elegies upon ... Dr Aylmer (1625)
- Argalus and Parthenia (1629)
- Divine Fancies digested into Epigrams, Meditations and Observations (1632)
- Alphabet of Elegies as Divine Poems (1633)
- Hieroglyphikes of the Life of Man (1638)
- Memorials Upon the Death of Sir Robert Quarles, Knight (1639)
- Enchyridion, containing Institutions Divine and Moral (1640–41)
- Observations concerning Princes and States upon Peace and Warre (1642)
- The Loyal Convert, The Whipper Whipt, en The New Distemper (1644)